# NOT A LOVE SONG
『NOT A LOVE SONG』（ノット・ア・ラヴ・ソング）は、平原綾香の28枚目のシングル。

## 解説
シングルとしては前作『My Road』から約3か月での発売で、アルバム『ドキッ!』からの先行シングルとなる。

## 楽曲解説

### NOT A LOVE SONG
本作は斬新なサウンドと平原自身の英語ラップに加え、多重録音によるヴォーカルが取り入れられるなど、それまでの平原にはなかった新しいスタイルの楽曲に仕上がっているという。

## 収録曲
1. NOT A LOVE SONG
作詞・作曲：aika、Nicolas Farmakalidis / 編曲：Nicolas Farmakalidis
テレビ朝日系ドラマ『おみやさん 第9シリーズ』主題歌
2. くまんばちの飛行 (Live on Oct.2nd 2011)
3. NOT A LOVE SONG (Vocal-less Track)

## 楽曲の収録アルバム
NOT A LOVE SONG
- 『ドキッ!』